# Atractus stygius
Atractus stygius — вид змій родини полозових (Colubridae). Ендемік Бразилії. Описаний у 2019 році.

## Поширення і екологія
Atractus stygius мешкають на плато Серра-дус-Паресіс та в прилеглих районах в штаті Мінас-Жерайс на Бразильському нагір'ї. 